# Tobias Beutel

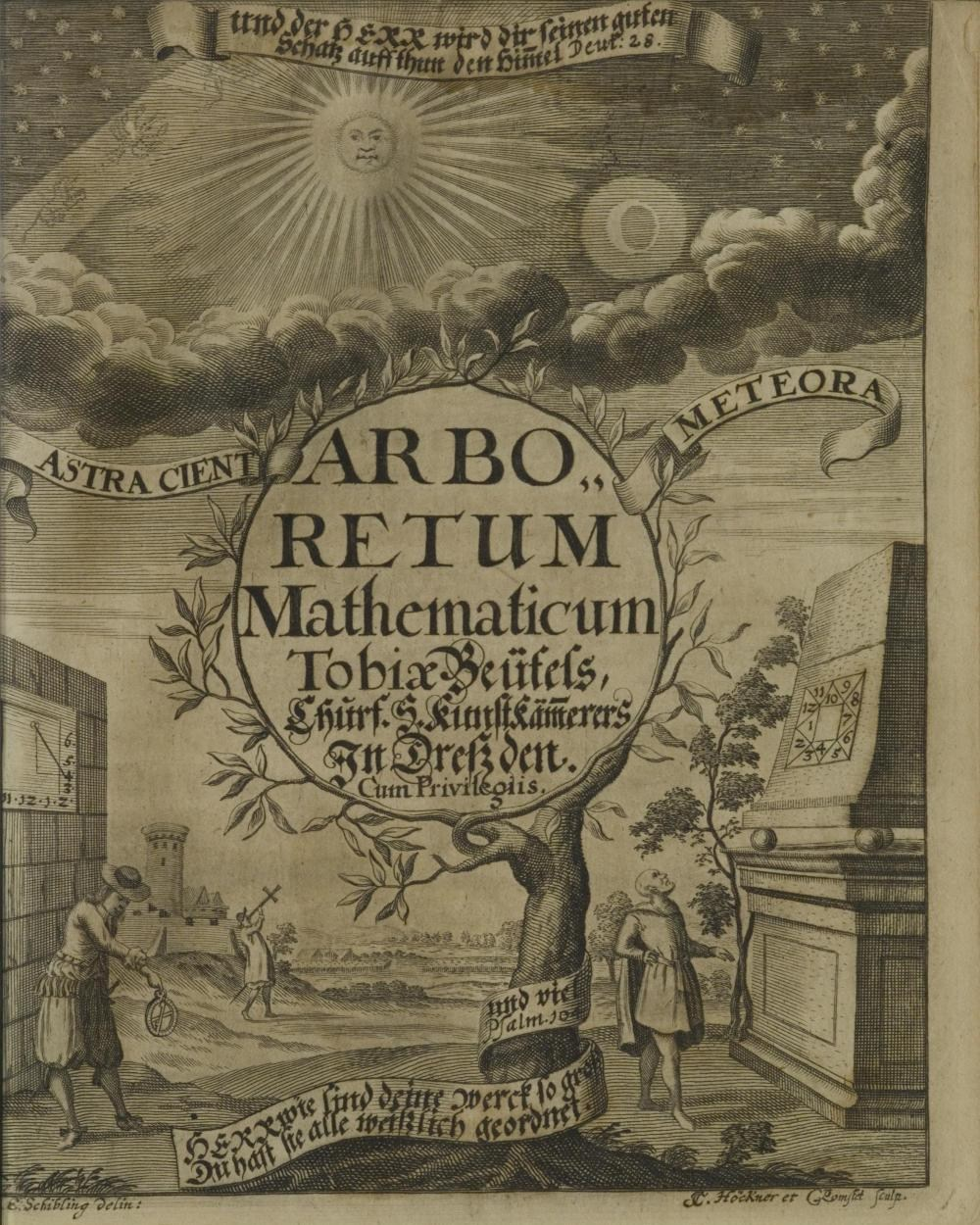
Titelkupfer von Beutel Tobias Arboretum Mathematicum, 1671

Tobias Beutel (* um 1627; † 28. Juli 1690 in Dresden) war ein deutscher Mathematiker, Astronom und kurfürstlicher Sekretär in Dresden. Am 21. Juni 1658 wurde er Kunstkämmerer, d. h., er erhielt die Aufsicht über die Kunstkammer der sächsischen Kurfürsten. Er starb 1690 als „Emeritus“ in Dresden.
Nach dem Tod seines Gehilfen und Nachfolgers Conrad Conradi im Dezember des gleichen Jahres erhielt sein Neffe Tobias Beutel der Jüngere die Aufsicht über die Kunstkammer und später das Cabinet der mathematischen und physikalischen Instrumente, bis er 1739 starb.
Beutel verfasste eine Anzahl von Schriften zur Mathematik und Astronomie, die teilweise mehrfach wieder aufgelegt wurden. Seine Arithmetik erlebte bis 1735 acht Auflagen, auch sein Geometrischer Lustgarten erschien 1737 in achter Auflage. Darin behandelt Beutel die Geometrie und Stereometrie auf der Grundlage von Euklid. Das Buch enthält auch eine Anleitung zur Feldmessung und ist mit vielen Beispielen angereichert. Andere Schriften von Beutel beziehen sich auf astronomische Ereignisse und beinhalten auch populäre theologisch-astrologische Deutungen. Sein Chur-Fürstlicher Sächsischer stets grünender hoher Cedern-Wald/ Auf dem grünen Rauten-Grunde ist eine zweisprachige Beschreibung der Dresdner Kunstkammer in Deutsch und Latein.
Trotz seiner umfassenden Kenntnisse konnte er sich nicht an das kopernikanische Weltbild gewöhnen und glaubte, die Sonne drehe sich um die Erde, weil er errechnet hatte, was für eine gewaltige Geschwindigkeit die Erde erreichen müsste, um die Sonne umkreisen zu können – kein Gras könne dabei wachsen und die Menschen würden sowohl auf ihren Lagern als auch in ihren Werkstätten sehr gerüttelt.

## Werke
- Verneuertes Hand-Büchlein der nützlichen und schönen Rechen-Kunst, Leipzig : Scheibe, 1658
- Geometrischer Lust-Garten : Darinnen die edele und höchstnützliche schöne Kunst Geometria Aus den Euclide gepflantzet, Leipzig : Riese, 1660
- Neu auffgelegte Arithmetica, Oder sehr nützliche und schöne Rechen-Kunst : Mit kurtzen Regulen/ und exemplis, Nach der Practica, welche ausführlich hierinnen beschrieben ist/ Nebenst der Coß/ oder Algebra ... Sambt Beschreibung der Visier-Ruthen, Leipzig : Scheibe, [1663]
- Admirabilia In Aere Et Aethere Oder kurtze Beschreibung Der Wunderbahren Wercke Gottes So sich zu begeben pflegen In der Lufft/ und am gestirneten Himmel : Durch Veranlassung des im Decembri Anno 1664. erschienenen/ und observirten Cometen, Leipzig : Schneider, 1665
- Mathematische Haupt-Zierde/ und wildes Distel- und Neßel Gebüsche : In Anweisung rechtschaffener Mathematischer Künste/ und Ausreutung des wilden Gestrippes/ mit dargegen Einstreuung Mathematischer Güldener Rosen/ Auff einen verfertigten KunstAltar Zur Recreation Bey Beschluß und Ausgange bißhero beschriebener Cometen, Leipzig : Schneider, 1665
- Arboretum Mathematicum : Darinnen zu befinden: Himmels-Figuren Und Geburts-Stunden/ Hoher Häupter/ Auch außgerechnete Finsternüße/ Sonnen- Mond- und Sternen-Uhren/ Astrologia, Themata, und richtig calculirte Longitudines & Latitudines Der Städte des Churfürstenthums Sachsen/ und benachbarter Lande, Dreßden : Bergen, 1669
- Chur-Fürstlicher Sächsischer stets grünender hoher Cedern-Wald/ Auf dem grünen Rauten-Grunde Oder Kurtze Vorstellung/ Der Chur-Fürstl. Sächs. Hohen Regal-Wercke/ Nehmlich: Der Fürtrefflichen Kunst-Kammer ... hochschätzbaren unvergleichlich wichtigen Dinge/ allhier bey der Residentz Dreßden, Dreßden : gedruckt bey den Bergischen Erben, 1671[3]
- Neu-verbessertes Tägliches Hand- und Reise-Büchlein : Welches in sich begreiffet etliche schöne andächtige Morgen-Tisch-Abend-Reise-Kirchen-Fest-Gebet und Gesänge, [Leipzig] : Thorhell, 1674
- Cimelium Geographicum Tripartitum, Oder Dreyfaches Geographisches Kleinod : Darinnen begriffen I. Richtig-gesuchte und verfassete Longitudines und Latitudines Aller groß- und kleinen Städte/ ... II. Milliographia, oder Meilen-Beschreibung/ ... Dabey ein sonderbar Rosetum Geographicum, oder Geographischer Rosen-Garten/ III. Seminarium Geographicum, Geographischer Pflantz-Garten, Dresden : Gedruckt bey der Churfl. Sächs. verwittibten Hof-Buchdruckerin, 1680
- Kurtze Reductiones Als Reichsthaler zu Gülden/ und Gülden zu Reichsthalern zu machen : Item kurzgefasster Zins-Rechnung ... Wie auch Rechnung von allerhand Wahren/ solche mit Pfennig/ Groschen bis Reichsthalern einzukaufen, [Leipzig] : Thorhell, [1682]
- Reductiones Mensurarum, Oder: Maaß-Vergleichung Nicht allein Der Scheffel- und anderer Getreid-Maaße Durch die meisten Städte und Aembter des Chur-Fürstenthumbs Sachsen und mehr Orte: Sondern auch Land- Feld- Ruthen- Elen- und Fuß- Ingleichen Getränck- Eymer- und Kannen-Maaß, Dresden : Melchior Bergens Witbe und Erben, 1683